# 楽団☆タクマニア
楽団☆タクマニア (GakudanTakumania) は、童謡や唱歌を思わせる楽曲を作り演奏する日本のインディーズバンドである。2014年秋より活動休止中。

## メンバー
- うたたん：ヴォーカル
- わっちゃん17才：ピアニカ/ウクレレ(ヴォーカル)

## ディスコグラフィー

### アルバム

#### オリジナルアルバム
1. 僕の中のバケモノ （2010年8月25日発売）ジャケットイラスト： ねこぢるy 帯コメント：谷川俊太郎
  1. ぬいぐるみ
  2. ため息（クレイジーケンアワード受賞）
  3. やっぱり猫がスキ
  4. ソノハコ
  5. ママの秀逸なブレーキの踏み方
  6. 糸巻き巻きDANCE
  7. ナナフシがとんだ日
  8. カケラモノ
  9. コビトカバのうた
  10. 井の頭公園まで

  - 全曲作詞・作曲：うたたん/わっちゃん１７才
2. 夏の思ひ出（カニ） （2013年8月31日発売）ジャケットイラスト： ねこぢるy 帯コメント：しりあがり寿
  1. ごめんなさい
  2. 夏の思い出(カニ)
  3. たこのふくろづめ
  4. いいひととよばれて
  5. 樹海の森の樹になるミルク
  6. ねんねんねこめの子守唄
  7. 天気雨の日

  - 全曲作詞・作曲：うたたん/わっちゃん１７才

### DVD
1. 春の日（映像作品集）（ 2014年5月18日発売）
  1. やっぱり猫がスキ
  2. ぬいぐるみ
  3. 井の頭公園まで
  4. ママの秀逸なブレーキの踏み方
  5. 夏の思い出(カニ)
  6. 春の日（作画： しりあがり寿）
  7. 特典映像などを収録

## 雑誌
- 東京ニュース通信社　MySpace From JP創刊号
- CDジャーナル